# Levy Kiplagat Sang
Levy Kiplagat Sang, (* 14. dubna 1981 v Thika, Keňa) je keňský zápasník–judista. Pracuje jako učitel tělocviku na britské střední škole v Nairobi. Nepravidelně se účastní afrických mistrovství a v roce 2014 startoval na Hrách Commonwealthu. V roce 2016 se na něho úsmálo štěstí v podobě africké kontinentální kvóty pro účast na olympijských hrách v Riu, kde vypadl v prvním kole.